# 고은정 (바이애슬론 선수)
고은정(高殷姃, 1996년 6월 5일~)은 대한민국의 바이애슬론 선수이다. 2018년 동계 올림픽에 대한민국 국가대표로 참가했다.